# Deggiano
Deggiano is een plaats (frazione) in de Italiaanse gemeente Commezzadura met 85 inwoners.